# Шмидт, Александр Русланович
Алекса́ндр Русла́нович Шмидт (нем. Alexander Schmidt; род. 13 июня 1949, село Новопокровка Семипалатинской области) — советский, казахстанский, немецкий русскоязычный поэт, переводчик.

## Биография
Александр Шмидт родился 13 июня 1949 года в селе Новопокровка Семипалатинской области (ныне Абайская область).
Окончил факультет журналистики Казахского государственного университета. В 1989 году окончил Высшие литературные курсы при Литературном институте имени А. М. Горького. Жил в Казахстане.
Публиковался в журналах «Простор», «Юность», «Крещатик»; сборниках «Антология русского верлибра», «Освобождённый Улисс», «И реквиема медь…».
Автор поэтических сборников: «Земная ось», «Родство», «Преломление света», «Зерна дней», «Здесь и там».
Стихи Александра Шмидта переведены на немецкий, польский и корейский языки. Шмидт переводил на русский язык стихи Готфрида Бенна, Эриха Фрида, Ральфа Грюнебергера, Темирхана Медетбекова.
В 2001 году иммигрировал в Германию, жил в Ганновере, с 2005 года живёт в Берлине.

## Участие в творческих и общественных организациях
- Член (с 2018), заместитель председателя (2019—2024), секретарь (с 2024) Содружества русскоязычных литераторов Германии (СЛоГ)[3]